# 天主教阿格拉总教区
天主教阿格拉總教區（拉丁語：Archidioecesis Agraënsis），是羅馬天主教會以印度阿格拉為中心的一個總主教區。下轄十一個教區。
教區本身包括北方邦西部和拉賈斯坦邦東部兩個縣。2006年有教友12,647名。由八十名司鐸名管理八個堂區。現任教區總主教為阿爾伯特‧德蘇薩。
1784年5月17日設印度斯坦自治傳教區。1820年升為西藏-印度斯坦代牧區。1846年升為教區，1886年9月1日升為總教區。